# فلوریدا پروجکت
فلوریدا پروجکت (به انگلیسی: Florida Projects) یک منطقهٔ مسکونی در ایالات متحده آمریکا است که در نیواورلئان واقع شده‌است. فلوریدا پروجکت ۱٬۶۰۴ نفر جمعیت دارد و ۰٫۰ متر بالاتر از سطح دریا واقع شده‌است. یک ناحیه فرعی از ناحیه منطقه بای‌واتر است، مرزهای آن که توسط کمیسیون برنامه‌ریزی شهر مشخص شده‌است عبارتند از: بلوار فلوریدا در شمال؛ خیابان مازانت در شرق، خیابان دورجنویس شمالی در جنوب، و کنگره، قانون و خیابانهای گالیر در غرب.
در واقع این منطقه برای سفیدپوستان ساخته شده بود، طبقه‌بندی نشده بود و در دهه ۱۹۷۰ به‌طور چشمگیری سیاه‌پوستان ساکن شدند. در دهه ۱۹۹۰ منطقه بسیار خشونت‌آمیزی بود. فلوریدا پروجکت و دیزایر پروجکت یکی از خطرناک‌ترین مناطق برای توسعه مسکن در کشور بود. در ۱۹۹۴، ۲۶نفر در فلوریدا پروجکت کشته شدند. این خیابان در خیابان فلوریدا و در مقابل دیزایر پروجکت قرار دارد. هنگام سیل در طوفان کاترینا به این منطقه به شدت سیلاب گرفت و متعاقباً ویران شد.

## منطقه جغرافیایی
فلوریدا پروجکت در مختصات (۲۹ ° ۵۸–۵۵ ″ N 90 ° ۰۱′۵۸ ″ W [3]) واقع شده‌است و ارتفاع آن تا سطح دریا صفر است. براساس اداره سرشماری ایالات متحده، مساحت این منطقه ۰/۰۹ مایل مربع (۰/۲ کیلومتر مربع) است. و عمده مساحت در خشکی است و سطح آن با دریا صفر است.

## جمعیت‌شناسی
بر اساس سرشماری سال ۲۰۰۰، ۱۶۰۴نفر، ۳۹۹ خانوار و ۳۴۶خانواده در این محله زندگی می‌کردند. تراکم جمعیت ۱۷۸۲۲ در مایل مربع (۸/۰۲۰ کیلومتر مربع) بود. بر اساس سرشماری سال ۲۰۱۰، ۶ نفر، ۲خانوار و ۲خانواده در محله زندگی می‌کردند.